# Piji
Piji (ukrainisch Пії; russisch Пии Pii, polnisch Pije) ist ein Dorf im Süden der ukrainischen Oblast Kiew mit etwa 1100 Einwohnern (2001).

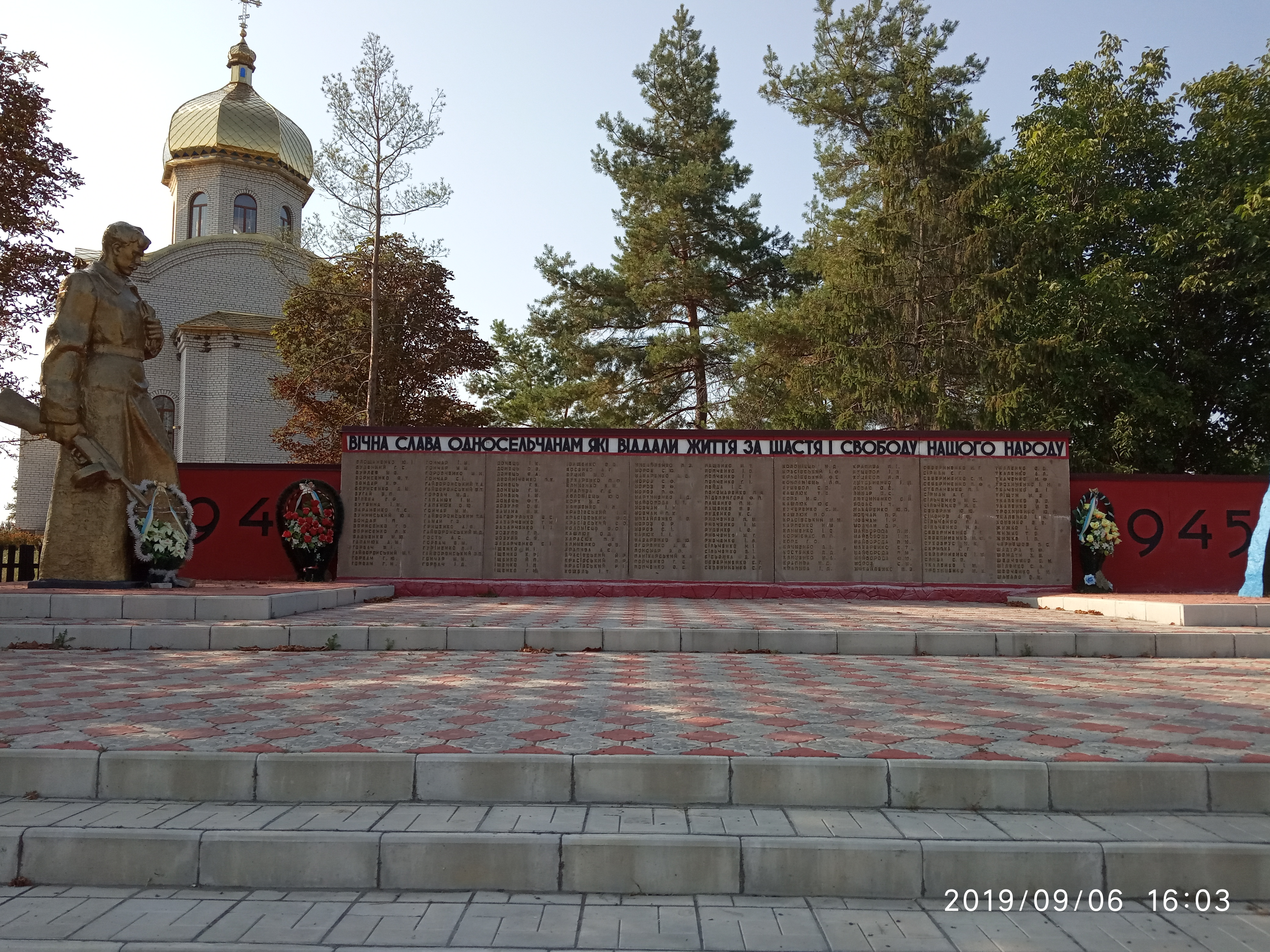
Denkmal und Kirche im Ort

Die Ortschaft liegt auf einer Höhe von 191 m, 35 km nordöstlich vom ehemaligen Rajonzentrum Myroniwka und etwa 100 km südöstlich vom Oblastzentrum Kiew. Östlich vom Dorf verläuft die Fernstraße N 02 (ehemalige Regionalstraße P–19).
Am 12. Juni 2020 wurde das Dorf ein Teil der neugegründeten Stadtgemeinde Rschyschtschiw, bis dahin bildete es zusammen mit dem Dorf Lypowyj Rih (Липовий Ріг) die gleichnamige Landratsgemeinde Piji (Піївська сільська рада/Pijiwska silska rada) im Norden des Rajons Myroniwka.
Am 17. Juli 2020 kam es im Zuge einer großen Rajonsreform zum Anschluss des Rajonsgebietes an den Rajon Obuchiw.

## Geschichte
Das Dorf wurde erstmals im frühen 18. Jahrhundert schriftlich erwähnt. Die erste Kirche wurde 1700 im Dorf errichtet. Bis zum Ende des 18. Jahrhunderts gehörte Piji zur Kaniw-Ältestenschaft. In den späten 1770er Jahren ging Piji in den Besitz des polnischen Königs Stanislaus II. August Poniatowski über und ab 1797 war die Ortschaft Teil des Gouvernements Kiew innerhalb des Russischen Kaiserreiches. 1792 hatte das Dorf 75 Haushalte mit insgesamt 640 Einwohnern, in den frühen 1860er Jahren lebten 1108 Einwohner im Dorf und 1900 gab es in Piji 395 Haushalte mit zusammen 2763 Einwohnern.
Piji wurden am 5. August 1941 von der Wehrmacht besetzt. Während der deutschen Besetzung des Dorfes im Deutsch-Sowjetischen Krieg brannten die Besatzer 106 Häuser nieder und erschossen 5 Einwohner, weil die Dorfbewohner Kontakte zu den Partisanen hatten. Am 1. Februar 1944 wurde das Dorf von Truppen der Roten Armee befreit. In den frühen 1970er Jahren besaß die Ortschaft 1832 Einwohner.